# بدئية

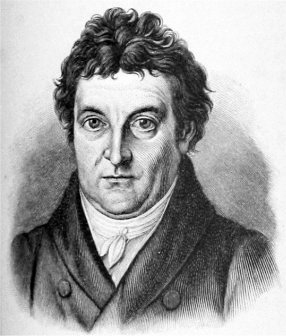

بدئية أو أولية Primordialism أو دائمية perennialism هي حجة تدعي أن الأمم هي ظواهر طبيعية قديمة؛ أي أن فكرة الأمة ستتطور في نهاية المطاف داخل أي مجموعة ذات خصائص ثقافية مشتركة.
يمكن أن تعزى البدئية فلسفيا إلى أفكار الرومانسية الألمانية، ولا سيما في أعمال فيشته وهردر. بالنسبة لهردر، كانت الأمة مرادفة للمجموعة اللغوية، ففي تصور هردر كانت اللغة مرادفة للفكر، وكلما أن كل لغة يجري تعلمها في المجتمع، يستوجب على كل مجتمع أن يفكر بشكل مختلف. هذا يؤدي أيضًا إلى أن المجتمع سيحافظ على طبيعة ثابتة بمرور الوقت.
واجهت البدئية انتقادات شديدة بعد الحرب العالمية الثانية، إذ عامل العديد من دارسو القومية الأمة كجماعة شكلتها تقنيات وسياسات الحداثة (انظر الحداثة). 
، فيما يتعلق بالإثنية، تجادل البدئية بأن «الجماعات الإثنية والقوميات موجودة لأن هناك تقاليد الإيمان والتعامل مع الأشياء البدئية مثل العوامل البيولوجية وخاصة الموقع الإقليمي».
تعتمد هذه الحجة على مفهوم القرابة، إذ يشعر أفراد مجموعة إثنية بأنهم يشتركون في الخصائص أو الأصول أو حتى في بعض الأحيان علاقة دم. يمكن فهم هذه الحجة بالنظر لها من خلال الإيغبو فينيجيريا، بعد ما شعروا أن أصلهم من أحفاد اليهود.  «تفترض البدئية أن الهوية الإثنية ثابتة بمجرد إنشائها».
في حين يقرّ عالم السياسة خليل عثمان بأنه «من المسلم به أن البدائية لا تخلو من عيوبها ومشاكلها»، مثل جميع التقاليد النظرية والمفاهيمية في العلوم الاجتماعية، لكنه يجادل بأن «البدئية، كنهج يشدد على عمل الولاءات دون الوطنية والتضامن الفعال في الوعي الجمعي للجماعات، لا تزال قادرة على توفير أداة ابستيمولوجية ومفاهيمية لتوفير وفتح مساحة فريدة للتحقيق في العمل الاجتماعي والسياسي».

## نظرة بدئية للإبادة الجماعية في رواندا
شهدت الإبادة الجماعية الرواندية عام 1994 مقتل ما يقرب من 800 ألف رواندي على مدى ثلاثة أشهر. يمكن القول بأن هذا العنف، كما حدث أيضًا في الحرب الأهلية النيجيرية في عام 1967، يرجع إلى الإثنية والتنافس بين الجماعات الإثنية. شعرت جماعة الهوتو الإثنية السائدة في رواندا أنها يجب أن تقتل جيرانها التوتسي، بسبب الاختلافات الراسخة في الهويات الإثنية التي تميزهم. وكما تجادل المؤرخة ساندرا جويرمان Sandra Joireman ، «هذا النوع من التفسير للإبادة الجماعية في رواندا وعنفها المروع، مع تأكيدها على أسباب التي ترجع إلى الاختلاف في القرابة ومعتقدات المجموعتين الإثنيتين، هو وجهة نظر بدئية».
كان الإيمان بالحجج البدئية حول القرابة والتقاليد التاريخية والوطن لهذه الجماعات الأثنية هو الذي شجع الهوتو إلى حد كبير على الشعور بأن أعمالهم مبررة. على الرغم من الكثير من الانتقادات الأكاديمية للبدئية، وتطور نظريات أثنية أخرى مثل البنائية والأداتية، فإن البدئية «مؤثرة في تحديد القوة المتينة للروابط الأثنية والتزام أعضائها بها». على سبيل المثال، جادل بعض العلماء في أن الحرب الباردة أثرت على هذا الإيمان بالأثنية والنزاع الأثني. إلا أن البدئية لا توافق على ذلك وتجادل بأن الانتماء الأثني كان موجودًا تاريخيًا، قبل الحرب الباردة بوقت طويل، ولم يفسح المجال إلا لقضايا أيديولوجية.
علاوة على ذلك، فإن الحجة البدئية «تشير إلى أن الاختلافات التي لا يمكن التوفيق بينها بسبب الفجوات الثقافية تسبب الخوف والصراع الذي يولد العنف». على الرغم من أن الدراسات التاريخية الحديثة قد طرحت أن الإبادة الجماعية في رواندا عام 1994 كانت نتيجة لتفاوت في السلطة والثروة بين التوتسي والهوتو، يؤكد البدئيون أن الهوتو والتوتسي طوروا ثقافات منفصلة تمامًا وبالتالي سيكونون حتمًا في صراع مع بعضهم البعض. بما أن الإثنية البدئية قديمة، «ثابتة ولا يتغير»، فقد قُدمت إمكانية الاستيعاب الثقافي داخل رواندا على أنها مستحيلة.
وقد جرت المحاججة أن الإبادة الجماعية كانت تتضمن مطالبًا بالوطن الإثني، «استنادًا إلى تصور أن رواندا تنتمي إلى الهوتو، سكانها الحقيقيين» وأن التوتسي قد اقتحموا هذه المنطقة الإثنية القديمة (راجع. نظرية الحامية). يقدم العالمة جيفريموفس Jefremovas نقدًا للرؤية البدئية للإثنية داخل رواندا، مشيرة إلى أنه على الرغم من التركيز القوي على الاختلافات العرقية، «يعيش التوتسي والهوتو في نفس الأماكن، ويتحدثون نفس اللغة، ويمارسون نفس الديانات». تجادل جيفريموفس كذلك بأن من الواضح أن هناك «تداخل شديد في الخصائص الفيزيائية بين المجموعات». وهكذا، نظراً لوجود أوجه شبه ثقافية وجسدية كبيرة بين «الأثنيتين»، تبدو النظرة البدئية للإبادة الجماعية غير قابلة للتطبيق. ومع ذلك، تضيف جيفريموفس أنه على الرغم من «صعوبة تحديد الإثنية في رواندا، فإن هذه التميزات معترف بها من قبل الناس ولها قوة».
تشير وجهة النظر البدئية إلى أن الاختلافات الثقافية التي لا يمكن التوفيق بينها بين الهوتو والتوتسي كانت السبب الرئيسي للإبادة الجماعية في رواندا إذ تضمنت مفاهيم حول الحق في الوطن وقادت الهوتو إلى اعتبار التوتسي متطفلين. علاوة على ذلك، في هذا الرأي، أدت الهويات الثقافية المختلفة إلى اعتقاد قوي بـ «نحن» و «هم»، مما جعل من السهل على الهوتو نزع إنسانية التوتسي، وبالتالي جعل حدوث القتل الجماعي أكثر إمكانية.